# Minas Tirith
Minas Tirith, in Sindarin: "Torre di Guardia", (anticamente chiamata Minas Anor, “Torre del Sole”) è una città fortezza appartenente all'universo immaginario creato dallo scrittore britannico J. R. R. Tolkien, che appare soprattutto nel terzo volume del Signore degli Anelli, Il ritorno del re.
Al termine della Terza era della Terra di Mezzo è la capitale e la città più grande del regno di Gondor. La città fronteggia la fortezza di Minas Morgul e la terra di Mordor, ritrovandosi così a ricoprire un ruolo fondamentale nella Guerra dell'Anello. La descrizione dell'assedio da parte delle forze di Sauron e la battaglia dei Campi del Pelennor, occupano la gran parte del Ritorno del re e del corrispettivo cinematografico girato da Peter Jackson. La città di Minas Tirith, secondo un appunto dello stesso Tolkien, sorgeva pressappoco "alla stessa latitudine di Firenze". Nell'ottobre 2015 la scoperta di una mappa della Terra di Mezzo, annotata di proprio pugno da Tolkien, ha portato a ipotizzare che la città di Ravenna abbia costituito una fonte di ispirazione per la capitale di Gondor.

## Aspetto
(J. R. R. Tolkien)
Minas Tirith è costruita sulla Collina di guardia, o Amon Tirith in sindarin, un fazzoletto di terra affiancato dal monte Mindolluin all'estremità orientale della catena montuosa degli Ered Nimrais. La cittadella è tagliata da uno sperone roccioso a forma di chiglia di nave, che punta verso Est (in direzione di Mordor) e non divide il livello inferiore. Questo costone di roccia è scavato da tunnel attraverso i quali si snoda la via principale della città.
(J. R. R. Tolkien)

La città è costruita su sette livelli, ognuno dei quali è attorniato da una cerchia di mura. Per rendere la caduta della città più difficile, i cancelli di ogni cinta muraria non sono allineati: il Gran Cancello (quello delle mura inferiori) è nel punto più orientale della costruzione, quello del secondo livello è spostato a Sud-Est, il successivo punta a Nord e così via fino alla cima. Il Muro più esterno è l'unico a non essere di colore bianco, bensì nero perché costruito con lo stesso materiale con cui venne eretto la torre di Orthanc.
(J. R. R. Tolkien)
Negli schizzi di Tolkien il muro esterno viene chiamato Othram, ma il nome non è mai citato nei libri. Secondo i calcoli della studiosa Karen Wynn Fonstraf, che ha provato a riprodurre la pianta della città, le mura di Minas Tirith supererebbero in totale una lunghezza di oltre quattromila piedi (1200 metri circa), e la loro costruzione avrebbe richiesto due milioni di tonnellate di pietra.

### L'interno della città

Planimetria generale della città vista dell'alto

Il settimo livello della città, detto anche Cittadella, è il cuore politico e militare di Minas Tirith, vi hanno infatti sede: la Casa dei Re, la torre di Ecthelion, o Torre Bianca, la residenza del Sovrintendente di Gondor, la grande sala delle feste, Merethrond, e la Corte della Fontana dove è piantato l'albero bianco di Gondor. Gli altri livelli non sono descritti approfonditamente da Tolkien, quindi si sa poco del loro contenuto. Nel sesto livello abita Ombromanto, hanno sede le Case di Guarigione e nella strada principale Pipino incontra Bergil, figlio di Beregond. I vari livelli sono di grandezza sufficiente per ospitare la strada principale, diversi vicoli e due file di edifici.
Dal quinto livello invece parte la strada che collega il colle su cui sorge la città al monte Mondolluin; qui si trovano i mausolei dove sono sepolti i re e i loro sovrintendenti. L'accesso ai sepolcri è proibito a chiunque, ad eccezione di cortei funebri, sovrintendenti e servitori addetti al mantenimento dei mausolei.
(J. R. R. Tolkien)
Lo stile architettonico della città è ispirato a modelli reali. Fonstrad cita i castelli medioevali europei successivi al periodo delle crociate, basandosi su schizzi creati da Tolkien e pubblicati nel 1944, mentre Wayne G.Hammond e Christina Scull sostengono come la sala del trono sia chiaramente basata sullo stile romanico, in contrasto con Meduseld, il castello di Rohan, di ispirazione celtica.

### Dimensioni
La pavimentazione del settimo livello è situata a settecento piedi (213 metri) sopra il livello del terreno e con l'aggiunta della Torre di Ecthelion, che misura cinquanta braccia (91 metri), si arriva a un'altezza complessiva di 1000 piedi (304 metri).
(J. R. R. Tolkien)
Nella prima edizione de Il Signore degli Anelli, l'altezza della Torre Bianca era centocinquanta tese, ovvero novecento piedi (275 metri), mentre l'altezza totale della città era già stata descritta in mille piedi, lasciando così solo un centinaio di piedi (30 metri) per tutti e sette i livelli. Questo errore è stato corretto nella seconda edizione del romanzo, pubblicato nel 1965. Il diametro della città non è specificato da Tolkien, ma Fonstad lo stima attorno ai 3100 piedi (945 metri) Questa dimensione, che è notevole, dà un carattere potente e imponente a Minas Tirith, come Tolkien spesso enfatizza nel suo racconto, affermando ad esempio che:
(J. R. R. Tolkien)

### L'esterno della città
(J.R.R. Tolkien)
Attorno alla città sorgono i campi del Pelennor, una fertile pianura costellata di fattorie e campi. Queste terre sono racchiuse da una cinta muraria lunga dieci leghe, il Rammas Echor, che disegna molto approssimativamente una semicirconferenza con il vertice nel Gran Cancello di Minas Tirith. Nella cinta muraria sono sistemate cinque aperture sorvegliate, distanti venti leghe l'una dall'altra; le due principali danno l'accesso a Osgiliath e al porto fluviale dell'Anduin, Harlond. All'arrivo di Gandalf e Pipino, essi scoprono che una parte della cinta , originariamente costruita su ordine del sovrintendente Denethor, in seguito alla caduta dell'Ithilien, è crollata e ora gli uomini sono all'opera per ricostruirla. La posizione del porto sull'Anduin, nel Sud-Est, è incerta e fonte di incomprensioni: Fonstrad sostiene sia parte integrante del muro, mentre Barbara Strachey lo ritiene esterno al Rammas Echor, in quanto avrebbe altrimenti rappresentato un'enorme falla nel sistema difensivo di Gondor. Tuttavia un indice incompleto e non pubblicato de Il Signore degli Anelli, sostiene che Harlond sia situato all'interno della cinta muraria.

### Nomi
Il nome originale della città è Minas Anor, che significa "Torre del Sole" nella lingua Sindarin. Il nome faceva riferimento ad Anárion, fondatore della città, nello stesso modo in cui Minas Ithil prendeva il nome da suo fratello Isildur.
Dopo la caduta di Minas Ithil nelle mani del Re stregone di Angmar, le due città sono state rinominate, Minas Ithil divenne Minas Morgul e Minas Anor divenne Minas Tirith, cioè la "Torre di Guardia". Gli elementi che compongono il nome, Minas ("torre") e Tirith ("guardia"), derivano dalle parole mini ("ergersi solitario", "sporgersi") e tir ("osservare", "guardare"). Minas Tirith è designata in molti modi ne Il Signore degli Anelli: la città di guardia, la città di Gondor, la città dei Re o semplicemente la città. I Rohirrim la chiamano nella loro lingua Mundburg, che significa Forte Bocca (mund = "bocca" e burg = "forte") e i Drúedain gli danno il nome di "Città di pietra".

### Le versioni precedenti del nome
La seconda versione del capitolo "Il Consiglio di Elrond", scritta intorno all'agosto 1940, vede Tolkien indeciso nel trovare un nome definitivo alla città d'origine di Boromir, precedentemente noto solo come un nativo del paese di Ond (la futura Gondor). Al margine di un foglio di questo capitolo scrisse diversi nomi: Minas-tir, Minas-ond e Minas-berel, ovviamente alla fine prevalse Minas tir. Tuttavia questo nome era già stato usato per nominare un altro luogo: nel Quenta Silmarillion, scritto nella seconda metà del 1930, compariva la torre Minas Tirith sull'isola di Tol Sirion; questo nome è rimasto anche nella versione conclusiva del Quenta Silmarillion, pubblicata come Silmarillion dopo la morte di Tolkien.

## Storia della città

Lo scudo della Guardia della Cittadella di Minas Tirith.

Nell'anno 3319 della Seconda Era, un'alluvione nel continente di Númenor costrinse alcuni uomini ad abbandonare la loro patria, una piccola parte di loro era guidata da Elendil, un discendente di Elros. Elendil e il suo popolo arrivarono a Lindon e mentre viaggiavano per raggiungere la foce del fiume Anduin, Elendil ebbe due figli Isildur e Anárion. Giunti al fiume si fermarono alla città portuale di Pelargir, la principale sede dei Númenóreani nella regione. I figli di Elendil risalirono l'Anduin e assieme fondarono il regno di Gondor, erigendo due fortezze: Anarion creò la "Torre della Luna", Minas Ithil, al confine con Mordor, a est, mentre Isildur fondò la "Torre del Sole", Minas Anor, a ovest per difendere il regno dagli attacchi provenienti dagli Ered Nimrais. Nel mezzo, sul fiume Anduin, fondarono la loro capitale condivisa, Osgiliath, e in ognuna di queste tre città venne custodito un palantír.
Dopo la guerra dell'Ultima Alleanza tra gli elfi e gli uomini, che costò la vita ad Anárion, Isildur piantò un albero bianco a Minas Anor, in memoria del fratello. Il Re di Gondor Ostoher, nell'anno 420 della Terza Era, ricostruì la città che divenne la residenza estiva dei re. Dopo la Grande Peste del 1636 TE, la capitale di Gondor, Osgiliath, perse gran parte della sua popolazione ed in parte venne abbandonata; quattro anni più tardi, il re Tarondor trasferì la capitale a Minas Anor permanentemente. Nel 1900 TE, re Calimehtar fece costruire la Torre Bianca.Nel 2002 TE la città gemella di Minas Tirith, Minas Ithil, venne presa dai Nazgûl, in seguito a due anni d'assedio, e venne ribattezzata Minas Morgul "Torre della Stregoneria";. Minas Anor venne ribattezzata Minas Tirith, (Torre di Guardia).
(J. R. R. Tolkien)
Poco dopo, nel 2050 TE, la stirpe dei re si spense e i Sovrintendenti di Gondor ressero il governo del regno.
Nel 2698 TE, il XVII sovrintendente, Ecthelion I, restaurò la Torre Bianca di Minas Tirith, che da quel momento prese il nome di "Torre di Ecthelion" in suo onore.

Durante la Guerra dell'Anello (3019 TE), i Gondoriani non furono in grado di impedire alle truppe di Mordor di dare l'assedio a Minas Tirith: il Rammas Echor, che non potevano tenere, cadde e il Pelennor fu invaso il 13 marzo, e il giorno dopo gli orchi iniziarono l'assedio alla città lanciandovi contro pietre, proiettili esplosivi e le teste delle loro vittime. I difensori e le fortificazioni ressero per un giorno intero, ma all'alba del 15 marzo il Gran Cancello cadde e le orde nemiche comandate dal Re stregone di Angmar entrarono in città.
(J. R. R. Tolkien)
Gandalf si oppose al Re stregone, ma mentre stava per iniziare lo scontro tra i due i rinforzi di Rohan arrivarono da Ovest, obbligando il Re stregone e le sue armate a ritirarsi dall'assedio per potersi difendere dall'attacco laterale che i Rohirrim stavano per sferrare. Alcuni sostengono una similitudine tra questo assedio e quelli di Costantinopoli del 1453 e di Vienna del 1683. La vittoria da parte delle forze di Rohan avviene solo dopo la morte di Denethor II, causata dalla sua follia che lo porta a immolarsi su una pira nella casa dei Sovrintendenti, per poi gettarsi dalla sporgenza della cittadella.
Dopo la caduta di Sauron, il crollo di Barad-dûr e la distruzione dell'Anello nel monte Fato, Minas Tirith ebbe una prosperosa rinascita per mano di re Elessar. Il Gran Cancello venne riforgiato in Mithril da Gimli e altri nani di Erebor, Gli elfi della Foresta Verde ripiantarono altri alberi per abbellire la città e l'albero bianco rifiorì. Gli elfi si stanziarono nell'Ithilien che tornò ad essere verde e fertile. Re Elessar morì nell'anno 120 della Quarta Era.

## Adattamenti in altri media

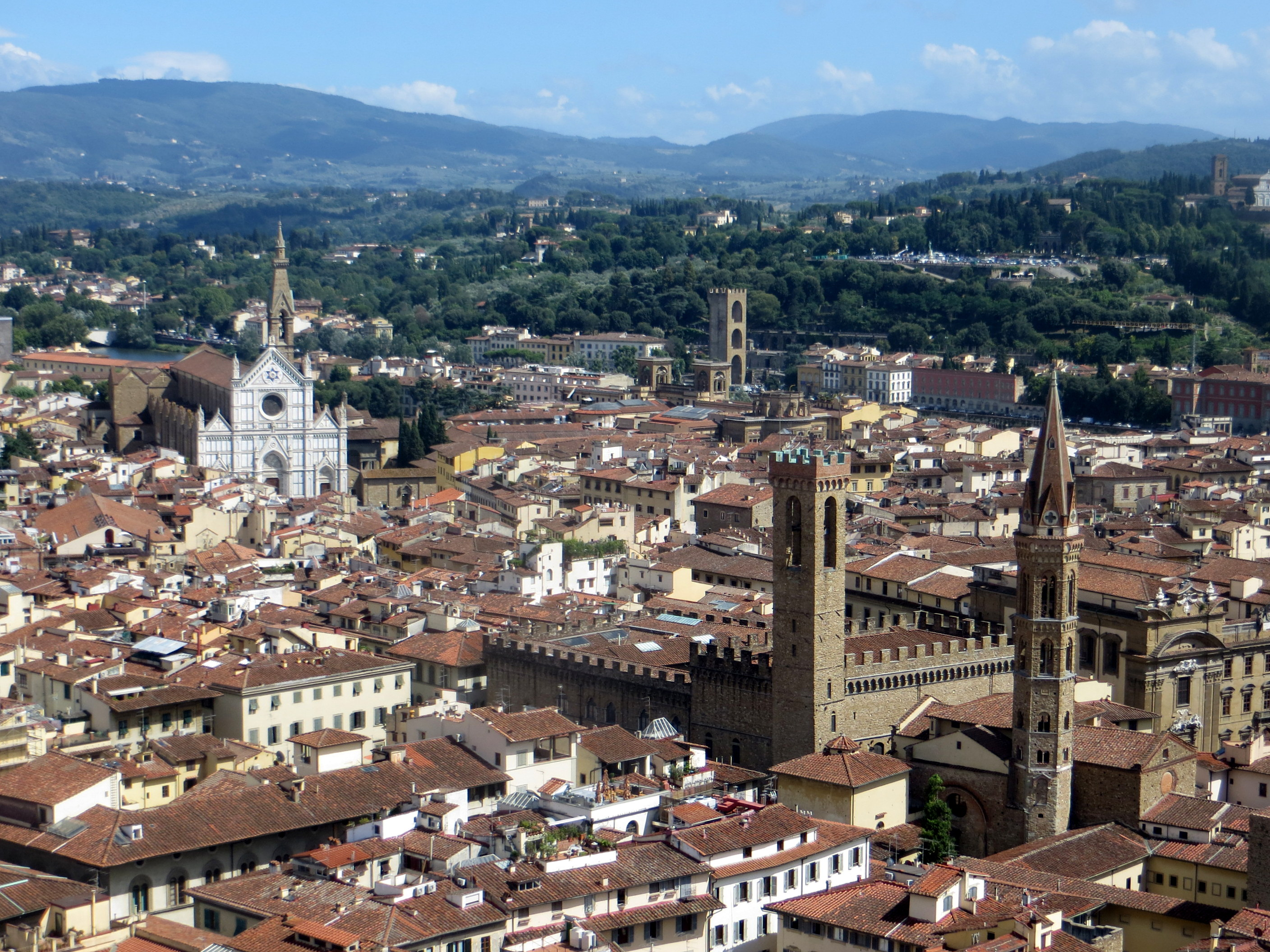
Firenze in Italia è un'altra città che ha ispirato l'aspetto visuale di Minas Tirith

Minas Tirith appare nella serie di film di Peter Jackson (2001-2003), in particolare ne Il ritorno del re (2003). Weta Workshop ha costruito un grande modello di tutta la città, completa di tutti i dettagli, mentre Weta Digital ha sviluppato un modello virtuale della città e dei suoi dintorni (Pelennor e Mindolluin). Il making-of del film, incluso nel DVD della versione estesa, indica che i creatori si sono ispirati all'abbazia di Mont Saint-Michel nella costruzione di Minas Tirith, a Siena e a St Michael's Mount nel Regno-Unito (Inghilterra) Il critico Roger Ebert ha definito la città di Minas Tirith dei film un "successo spettacolare" nella sua critica del Ritorno del Re.

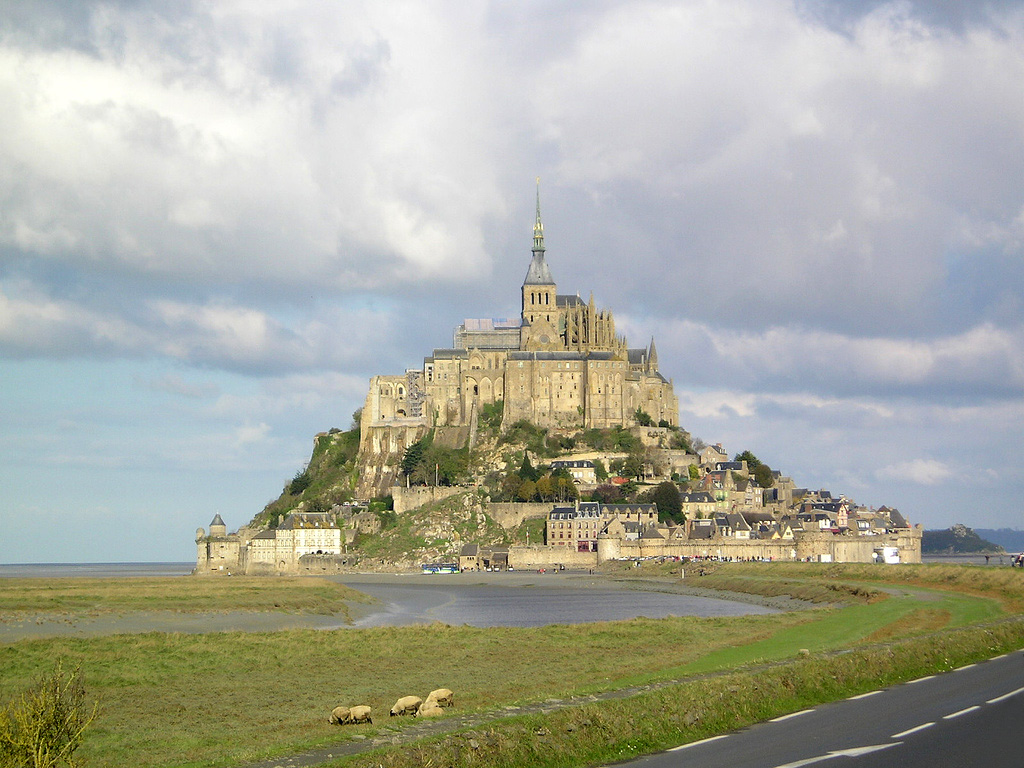
Mont Saint-Michel in Francia è la città che ha ispirato la Minas Tirith del film

Nel loro saggio "Urban Legend: Architecture in The Lord of the Rings" Steven Woodward e Kostis Kourelis confrontano la Minas Tirith offerta dai film di Peter Jackson e La torre di Babele di Pieter Brueghel il Vecchio, e affermano che la città dei film rievoca la maestosità della Basilica di San Lorenzo a Firenze o il Duomo di Siena. Vedono Minas Tirith anche come una miscela di elementi medievali e rinascimentali che richiamano l'eclettismo della fine del XIX secolo. Il libro "Le Seigneur des Anneaux : Armes et Guerres", che combina le informazioni tratte dai film più quelle dei libri, introduce una distinzione tra il sud della città, privo di luce solare e quindi poco attraente, e il nord, che è la parte della città più ricca. Esso valuta anche l'altezza delle città, 300 metri nella parte superiore della torre di Ecthelion, ma "quasi 400" nella parte superiore dello sperone roccioso che divide la città, e sostiene che lo sperone ha un chilometro di diametro. Inoltre, da una descrizione dettagliata delle presunte difese della città, le prime quattro mura hanno più di un centinaio di catapulte. Inoltre, secondo alcuni studiosi, i sette livelli su cui è costruita Minas Tirith pongono la città a confronto con l'utopica Città del Sole del romanzo di Tommaso Campanella (1602), i sette colli di Roma, con A Voyage to Arcturus di David Lindsay e con una ziggurat babilonese.
Minas Tirith ha ispirato, ed è stata disegnata da molti illustratori, tra cui Ted Nasmith e John Howe.